# Bradysia pustulispina
Bradysia pustulispina är en tvåvingeart som beskrevs av Yang och Zhang 1989. Bradysia pustulispina ingår i släktet Bradysia och familjen sorgmyggor. Inga underarter finns listade i Catalogue of Life.